# Varagen
Die Varagen ist eine Fähre der britischen Reederei Orkney Ferries.

## Geschichte
Die Fähre wurde unter der Baunummer 162 von Cochrane Shipbuilders in Selby gebaut. Die Kiellegung fand am 6. Dezember 1988, der Stapellauf am 7. April 1989 statt. Die Fertigstellung der Fähre erfolgte am 15. Juni 1989.
Das Schiff ist im Fährverkehr der Orkneys eingesetzt und verkehrt in erster Linie zwischen Kirkwall auf der Hauptinsel Mainland und den nördlich davon liegenden Inseln Eday und Sanday.

## Technische Daten und Ausstattung
Die Fähre wird von zwei Viertakt-Sechszylinder-Dieselmotoren des Motorenherstellers Caterpillar Tractor mit jeweils 790 kW Leistung angetrieben. Die Motoren wirken über Getriebe auf zwei Propeller. Die Fähre ist mit einem Bugstrahlruder ausgestattet.
Die Fähre verfügt über ein durchlaufendes Fahrzeugdeck auf dem Hauptdeck. Das Fahrzeugdeck ist über Rampen am Bug und Heck des Schiffes zugänglich. Die Rampe am Bug befindet sich hinter einem nach oben aufklappbaren Visier. Das Fahrzeugdeck ist zu einem großen Teil geschlossen. Der hintere Bereich des Fahrzeugdecks ist offen. Auf dem Fahrzeugdeck stehen 165 Spurmeter zur Verfügung. Es können 28 Pkw befördert werden.
In den Decksaufbauten befinden sich seitlich jeweils schmale Aufenthaltsräume für die Passagiere, die teilweise in das Fahrzeugdeck hineinreichen und dessen nutzbare Höhe an den Seiten beschränken. Oberhalb des Fahrzeugdecks befinden sich ein weiterer Aufenthaltsraum für die Passagiere sowie offene Decksbereiche. Die Passagierskapazität ist mit 142 Personen angegeben. Vor dem Aufenthaltsraum befindet sich die über die gesamte Breite geschlossene Brücke. Zur besseren Übersicht beim An- und Ablegen und dem Navigieren in schmalen Fahrwassern gehen die Nocken etwas über die Schiffsbreite hinaus.